# Drillia annielonae
Drillia annielonae é uma espécie de gastrópode do gênero Drillia, pertencente a família Drilliidae.